# Ротар Анатолій Федорович
Анатолій Федорович Ротар (нар. 1 жовтня 1936, селище Врадіївка, тепер Врадіївського району Миколаївської області) — український радянський діяч, новатор виробництва, бригадир комплексної бригади докерів-механізаторів Іллічівського (Чорноморського) морського порту Одеської області. Герой Соціалістичної Праці (17.10.1985). Кандидат в члени ЦК КПУ в 1986—1990 р.

## Біографія
У 1953 році закінчив середню школу. У 1953—1955 роках — різноробітник Врадіївського районного відділу комунального господарства (райкомунгоспу). У 1955—1958 роках — у Радянській армії. Після демобілізації переїхав у місто Іллічівськ, де будувався новий морський порт.
У 1959—1972 роках — вантажник, бригадир вантажників, кранівник, старший кранівник Іллічівського морського порту Одеської області.
З 1972 року — бригадир госпрозрахункової укрупненої комплексної бригади докерів-механізаторів № 306 Іллічівського морського порту Одеської області. Бригада забезпечувала перевалку труб великого діаметру.
Член КПРС. Новатор виробництва. Застосовував передові методи переробки вантажів, досягнув найвищої ефективності праці.
У 1982 році заочно закінчив Одеське морехідне училище за спеціальністю «Експлуатація водного транспорту».
Після виходу на пенсію ще деякий час працював майстром навчально-курсового комбінату Іллічівського морського порту Одеської області.
Потім — на пенсії у місті Іллічівську (Чорноморську) Одеської області.

## Нагороди
- Герой Соціалістичної Праці (17.10.1985)
- два ордени Леніна (,17.10.1985)
- орден Трудового Червоного Прапора
- орден Знак Пошани
- медалі
- заслужений наставник молоді Української РСР
- почесний працівник морського флоту СРСР
- почесний працівник транспорту України
- почесний громадянин міста Іллічівська (Чорноморська)